# Michihisa Date
Michihisa Date (jap. 伊達 倫央 Date Michihisa; ur. 22 sierpnia 1966) – japoński piłkarz występujący na pozycji obrońcy.

## Kariera klubowa
Od 1989 do 1997 roku występował w klubach Júbilo Iwata i Kashiwa Reysol.